# Distrito de Pucará (Jaén)
El Distrito de Pucará es uno de los doce distritos de la Provincia de Jaén en el Departamento de Cajamarca, bajo la administración del  Gobierno regional de Cajamarca, en el Perú.

## Historia
Fue creado como distrito por Ley N° 12636 del 2 de febrero de 1956 siendo Presidente de la República Manuel A. Odria, y elegido como primer Alcalde al ciudadano Tomás Castañeda Velásquez. 
El nombre de la ciudad Pucará (Pukara en quechua), significa "fortaleza". El nombre tiene su origen en la cultura precolombina Pukara desarrollada entre los años 100 a. C. y 300 d. C., al sur del Perú, en el departamento de cajamarca. constituyendo el primer asentamiento humano sobre el altiplano lacustre. Actualmente al norte de cajamarca, se encuentra la localidad de Pucará. En este lugar se desarrolló la cultura Pucará, caracterizándose por sus grandes construcciones piramidales. 
De esta cultura uno de los primeros pobladores de lo que hoy se denomina Pucará Viejo tomó el nombre, término de la región de los pucaras. El pueblo originario se ubicó en la sima de una colina, que posteriormente fue abandonado al trasladarse la población a una extensión del valle de Huancabamba, una superficie plana que ofrecía mejores condiciones de vida. En adelante el pueblo original se le llamó Pucará Viejo y el nuevo asentamiento humano es lo que actualmente conocemos como distrito de pucará.

## Geografía
Ubicado geográficamente en los 06°02’08” de latitud sur, 79°07’32”de longitud a una altitud de 900 m s. n. m. En sus inicios sus límites fueron: por el norte con la quebrada Hualinga que separa al distrito de Colasay; por el este una línea, que partiendo del punto extremo del límite norte se proyecta hasta la confluencia de los ríos Chotano y Huancabamba; por el sur con la margen derecha del río Huancabamba y la quebrada Sauces que separa al distrito de Querocotillo y por el oeste con la Cumbre del cerro Cachaco hasta la quebrada Hualinga lugar donde comenzó estas delimitaciones.
Actualmente limita por el norte con el Distrito de Pomahuaca; por el este con el Distrito de Colasay; por el sur con el Distrito de Querocotillo (Provincia de Cutervo); y, por el oeste con el Distrito de Cañaris (Provincia de Ferreñafe).
El distrito de Pucará, se encuentra situado al sur- oeste de la provincia de Jaén, en el km 117 de la Carretera de penetración Fernando Belaúnde Terry. Según el censo de 2017, la población del distrito tiene 10046 habitantes. Pucará es un establecimiento soñoliento rodeado por las montañas hermosas. 
Tiene una superficie aproximada de 240,30 km², presenta un clima caluroso cuya temperatura oscila entre los 30° a 38 °C a la sombra; en las partes altas el clima es templado y frío con una temperatura variable entre los 12 °C y 18 °C a la sombra.
Pucará tiene un hermoso clima tropical durante el año, lugares muy atractivos como son Pucará Viejo, linda arena blanca por donde recorre el río Huancabamba, las cavernas de Chuquil, Ayahuaca con sus danzas nativas que acompañan.

### Hidrografía
En el distrito de Pucará, generalmente las precipitaciones fluviales se presentan en los meses de enero, febrero, marzo y abril, los meses de menor precipitación son septiembre y octubre; con vientos que se presentan con mayor frecuencia los meses de agosto y septiembre.
El suelo está atravesado de norte a sur por el Río Huancabanba formando en sus orillas un extenso valle apto para la agricultura. Cuenta con las siguientes fuentes de abastecimiento:
Dos ríos: Huancabamba y Chotano
Seis quebradas: Cabuyas, las Naranjas, Sauces, Chaupe, Chilasque y Colasay.

## Enclaves poblacionales y barrios de Pucarà
La ciudad está formada por barrios, centros poblados urbanos, que no necesariamente coinciden con los barrios tradicionales del listado oficial por parte de la municipalidad. El pueblo tiene dos festividades al año en los meses de enero y julio  donde se celebra a  " MARIA MAGDALENA "
Barrios Urbanos
- Santa Rosa
- San Martín de Porres
- Las Almendras

### Caseríos
- Ayahuaca
- Balsas
- Cabrachica
- Cabreria
- Cabuyas
- Campamento
- El sauce
- Huabo
- Huamachuco
- La misa
- Lishinas
- Pauca
- Playa azul
- Santa clara
- Tapusca
- Taurana
- Palo Blanco
- San José
- Puente Techin
- Alcaparrosa
- San Isidro De La Vega

### Anexos
- Achupaya
- Cabramayo
- Chingue
- El puente
- Huertas
- La chorrera
- La conga
- Lamparan
- Las naranjas
- La vega
- Mandangula
- Pancho viejo
- Rumisquis
- San Andrés

## Capital
Pucará es una ciudad agradable y pacífica, con un clima caliente, subtropical, ubicada en las coordenadas siguientes: 05-23-00 L.S. y 78-25-50 L.W. Es una ciudad de gran movimiento comercial, pasa por allí la carretera Fernando Belaúnde Terry Río Marañón, pueblo bañado por las aguas del río Huancabamba, fértiles valles de frutales y arroz, en la parte alta se siembra panllevar, cuenta con dos colegios secundarios muy conocidos. El Colegio Nacional Alfonso Villanueva Pinillos y el Colegio Parroquial Maria Inmaculada cuyos egresados se han forjado como hombres y mujeres de bien, muchos de ellos contribuyen al desarrollo de nuestro distrito. También cuenta con un Instituto Superior Pedagógico.
La ciudad contiene una catedral amarilla y blanca que esté parada hacia fuera porque se pinta en colores muy brillantes, una Plaza de Armas, una oficina municipal, una escuela pública, un centro de la salud pública, algunos almacenes de variedad pequeños y droguerías, con algunas calles asfaltadas. A lo largo de la carretera que conduce de Jaén a Pucará, hay algunos restaurantes al borde de la carretera para los conductores interurbanos y de autobús. 
Pucará cuenta con varios hoteles como: Los Laureles, Los Mangos y otros, tarifa diaria por persona es de 10 nuevos soles. Cuenta con el correo de Olva Courier. 
Pucará depende económicamente de la agricultura y del trabajo relacionado con la actividad comercial en Jaén y Chiclayo. Hay una estación de bombeo de petróleo aproximadamente 15 kilómetros al este de la ciudad. Esta estación de petróleo es ambientalmente inadecuada para el campo, pero ha comprado gran prosperidad a Pucará desde 1975 y proporciona el empleo para la gente que vivía dentro y los alrededores de la ciudad.
En la actualidad la ciudad de Pucará cuenta con servicio de telefonía celular y muy pronto telefonía fija e internet en casa.
Cuenta con una sucursal de la Agencia del Banco de la Nación, y también cuenta con la red asistencial de ESSALUD PUCARÁ
Cuenta con las agencias de transporte: Línea, Civa, Kuelap

## Autoridades

### Municipales
- 2014[1]
  - Alcalde: Manuel Niño Novoa Vela, del Movimiento Innovación Cajamarca (MICA).
  - Regidores: Segundo Manuel Tapia Cerdán (MICA), Huilmer Sánchez Arrascue(MICA), Mesías Medina Alarcón (MICA), Ana del Carmen Rioja Zúñiga (MICA), Juan Hernández Mondragón (Acción Popular).
- 2007 - 2010
  - Alcalde: Jorge Alberto Fernández Mera, del Partido Aprista Peruano.

### Policiales
- Comisario:    PNP

### Religiosas
- Vicariato Apostólico de Jaén[2]
- Otras Organizaciones religiosas

## Lemas
«Es Pucará un pueblo de amistad»
«Es Pucará trabajo y dignidad»

## Atractivos turísticos

### Catarata de Alcaparrosa
Caída de agua, concitando la admiración del turista. Ubicada al oeste del distrito de Pucará, a 1 km (20 minutos a pie) de la carretera Fernando Belaúnde Terry, tiene 25 m de altura aprox.; sus aguas recorren por el centro de la ciudad y que desemboca en el río Huancabamba. Se encuentra a 83 km de Jaén, se emplean 2 horas de viaje y 5 horas desde Chiclayo.

### Molino de Piedra
Ubicado en el centro de la plaza de Armas del distrito de Pucará son restos de los molinos hidráulicos que se utilizaran para pilar el trigo durante la época colonial. 

## Vías de acceso
La manera más fácil de viajar a Pucará desde la ciudad de Jaén es tomar un furgón compartido. Una característica agradable de este viaje compartido del furgón es la oportunidad de gozar de una vista de las montañas espectaculares durante el viaje. 
Este viaje toma cerca de 120 minutos, durante los cuales hay varias paradas en diversas ciudades. El viaje compartido del furgón cuesta USS5.00 (15 nuevos soles). Por otra parte, los viajeros que están en la costa pacífica deben tomar uno de los autobuses interurbanos que hacen viajes entre Chiclayo y Jaén, Bagua, o Bagua Grande. Estos autobuses hacen una parada en Pucará. La manera más fácil de viajar a Pucará es un autobús cuyo paradero está a la salida de Chiclayo. 

## Ocio y entretenimiento

### Ferias
La Feria Patronal se realiza en honor a Santa María Magdalena, en los meses de enero 14_17 y julio en los días 21 al 24 de cada mes.

## Gastronomía
Conocido por los deliciosos potajes como:
Cuy frito con papas
Seco de cabrito
Exquisito sudado de cashca, Pescado conocido como carachama en otros lugares.
Shurumbo, es una sopa típica, se elabora con plátano de seda verde picado, carne de chancho, garbanzos o frejol verde. Algunas variaciones del plato incluyen el uso de carne de res y fideos.